# Byzantinismus
Byzantinismus ist ein vor allem in der politischen Publizistik als Schlagwort abwertend verwendeter Begriff für „kriecherische“ Schmeichelei bzw. Unterwürfigkeit gegenüber echten oder angemaßten Autoritäten. Im engeren Sinn bezeichnet der Ausdruck die Zustände im von 395 bis 1453 bestandenen byzantinischen Reich und am damaligen Kaiserhof.

## Historischer Hintergrund
Nach der römischen Reichsteilung von 395 festigte sich im Ostteil (Byzanz) ein starkes Kaisertum und mit ihm der Grundsatz, dass die religiöse Ordnung, das ius sacrum, ein Teil des vom Kaiser zu bestimmenden Rechts sei. So nahm Kaiser Justinian (527–565) es ganz selbstverständlich in Anspruch, auch Religionsfragen zu regeln. In Verbindung mit dem neu erwachten religiösen Etatismus entstand ein „christianisierter, sakraler Absolutismus“, dessen spätere Entwicklung als Byzantinismus bezeichnet wurde.
Mit der Kennzeichnung eines Verhaltens als byzantinisch (häufig auch byzantinistisch genannt) wird insbesondere das aus neuzeitlicher, westeuropäischer Sicht unakzeptable und komplizierte Hofzeremoniell, der Despotismus und das Intrigenspiel angesprochen, die sich im Byzantinischen Reich um die Person des Byzantinischen Kaisers entwickelt hatten. Dazu zählten beispielsweise der durch Mechanik in die Höhe schwebende Thron, die Heerscharen weiß gekleideter Eunuchen und die Gepflogenheit der Proskynese, also das Gebot, sich bei Annäherung an die geheiligte Person des Kaisers zu Boden zu werfen, und das Verbot jeglicher Kritik an den Herrschern, die sich als „von Gott gesandt“ verstanden.
Das in Konstantinopel im Lauf der Jahrhunderte entstandene, an frühere Caesarenherrlichkeit anknüpfende und auf vollständige Unterwerfung und beinahe Anbetung abzielende Hofzeremoniell wurde an den absolutistischen Höfen Europas und auch am Hofe des osmanischen Sultans in späteren Zeiten gerne nachgeahmt, ja teils überboten. Umso mehr wurde nach der Überwindung des Absolutismus durch Aufklärung und Französische Revolution jeder Versuch der verbliebenen Monarchen Europas, die vergangene Zeit des Gottesgnadentums wenigstens äußerlich wieder aufleben zu lassen, von bürgerlichen Kräften missbilligt.
Der Vorwurf des Byzantinismus wurde u. a. gegenüber Napoleon I. und Wilhelm II. erhoben. Im unausgesprochenen Zusammenhang mit Wilhelm II behandelt Ludwig Quidde die Begriffe Byzantinismus und Caesarenwahnsinn in seiner Schrift Caligula, eine Studie über Caesarenwahnsinn (1894, letzte der zahlreichen Auflagen 1926).
Wilhelm Busch gebrauchte den Begriff zeitbezogen auf das wilhelminische Deutschland: „Diese Jubiläen- und Denkmälerwirtschaft ist förmlich widerwärtig. Wir stecken in einem geradezu ekelhaften Byzantinismus. Es ist aber schwer für den einzelnen, sich diesem Schwindel zu entziehen.“

## Einzelbelege
1. ↑  enzyklo.de  Begriff Byzantinismus
2. ↑  Historisches Schlagwörterbuch  Schlagwort Byzantinismus
3. ↑  Reinhold Zippelius, Staat und Kirche, 2. Aufl., Kap.2 c
4. ↑  Academic dictionaries and encyclopedias  aus Meyers Großes Konversations-Lexikon
5. 1 2  Matthias Spindler, Uni Wien: Preußentum und Byzantinismus Archivierte Kopie (Memento des Originals vom 5. Februar 2013 im Internet Archive)  Info: Der Archivlink wurde automatisch eingesetzt und noch nicht geprüft. Bitte prüfe Original- und Archivlink gemäß Anleitung und entferne dann diesen Hinweis. Ausgabe 2011
6. ↑  Wilhelm Busch: Sämtliche Werke, Erster Band, Gütersloh 1959, S. 9, Theodor Heuss’ Essay im Vorwort